# سالفا فيرير
سالفا فيرير (بالإسبانية: Salva Ferrer Canals) هو لاعب كرة قدم إسباني في مركز الدفاع، ولد في 21 يناير 1998 في مارتوريل في إسبانيا. لعب مع نادي سبيزيا.

## وصلات خارجية
- سالفا فيرير على موقع بيانات كرة القدم. دي إي (الألمانية)
- سالفا فيرير على موقع Soccerbase.com (لاعب) (الإنجليزية)
- سالفا فيرير على موقع Soccerway.com (الإنجليزية)
- سالفا فيرير على موقع عالم كرة القدم.نت (الإنجليزية)